# Matelea bahiensis
Matelea bahiensis är en oleanderväxtart som beskrevs av G. Morillo och J. Fontella Pereira. Matelea bahiensis ingår i släktet Matelea och familjen oleanderväxter. Inga underarter finns listade i Catalogue of Life.